# Gyrodactylus bychowskyi
Gyrodactylus bychowskyi är en plattmaskart. Gyrodactylus bychowskyi ingår i släktet Gyrodactylus och familjen Gyrodactylidae. Inga underarter finns listade i Catalogue of Life.